# Legislativversammlung von Amapá
Die Legislativversammlung von Amapá, amtlich portugiesisch Assembleia Legislativa do Estado do Amapá (ALEAP), ist das oberste gesetzgebende Organ des brasilianischen Bundesstaats Amapá.
Der Sitz befindet sich  in Macapá. Das Einkammerparlament besteht aus 24 nach Verhältniswahlrecht gewählten Abgeordneten, den deputados estaduais, die auf vier Jahre gewählt werden, zuletzt bei den Parlamentswahlen im Rahmen der Wahlen in Brasilien 2018. Die Arbeit des Parlaments wird durch 18 Ständige Kommissionen unterstützt.

## Legislaturperioden
1. Legislaturperiode (1991–1994)
2. Legislaturperiode (1995–1998)
3. Legislaturperiode (1999–2002)
4. Legislaturperiode (2003–2006)
5. Legislaturperiode (2007–2010)
6. Legislaturperiode (2011–2014)
7. Legislaturperiode (2015–2018)
8. Legislaturperiode (2019–2022)